# Besseria reflexa
Besseria reflexa là một loài ruồi trong họ Tachinidae.